# Proboscina incrassata
Proboscina incrassata är en mossdjursart som beskrevs av Smitt 1867. Proboscina incrassata ingår i släktet Proboscina och familjen Oncousoeciidae.
Artens utbredningsområde är Mexikanska golfen. Inga underarter finns listade i Catalogue of Life.